# Futvòlei
El futvòlei és un esport que combina aspectes del vòlei platja i del futbol. Internacionalment està regulat per la Federació Internacional de Futvòlei (FIFV), a nivell mundial, i per la Federació Europea de Futvòlei (EFVF), a Europa.
Es va començar a practicar als anys 1960 a les platges de Rio de Janeiro, també a les zones esportives de Pallejà i posteriorment es va anar desenvolupant a Europa, Àsia i als Estats Units d'Amèrica.

## L'esport
- El joc: Es juga en equips de dos o quatre esportistes en una pista de sorra de 18x9 metres -separada en dues parts per una xarxa- colpenjant la pilota amb qualsevol part del cos exceptuant la mà, el braç i l'avantbraç, amb la intenció de fer que la pilota toqui la superfície del terreny contrari. Els jugadors de cada equip poden tocar la pilota fins a tres vegades abans que aquesta no superi la xarxa, sense que un mateix jugador pugui tocar-la dues vegades seguides.
- Puntuació: Els punts es guanyen si la pilota toca la superfície de la pista contrària, si algun jugador contrari comet una falta o si aquest fa una errada en tornar la pilota. Els partits es disputen al millor de 3 sets, que es guanyen agonseguint 18 punts sempre se superi el contrari per un mínim de 2 punts.
- Alçada de la xarxa: L'alçada de la xarxa varia segons la competició. La reglamentació internacional estableix una alçada de 2,2 metres per les competicions masculines i 2 metres per les femenines.

## El futvòlei a Catalunya
L'any 2009 es va fundar l'Associació Catalana de Futvòlei i el mes de setembre d'aquell mateix any va obtenir el reconeixement internacional com a membre de la Federació Internacional de Futvòlei.